# Short Sperrin
Short SA.4 Sperrin là một thiết kế máy bay ném bom phản lực của Anh đầu thập niên 1950, do hãng Short Brothers và Harland ở Belfast thiết kế chế tạo.

## Tính năng kỹ chiến thuật first prototype

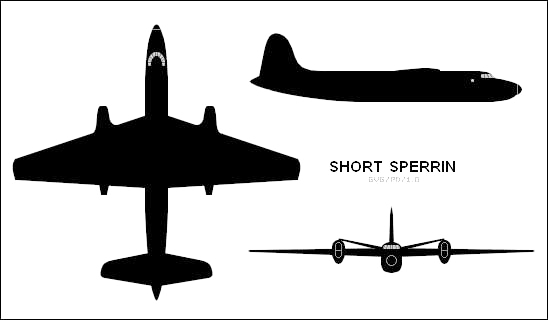

Dữ liệu lấy từ 
Đặc điểm tổng quát
- Tổ lái: 5
- Chiều dài: 102 ft 3 in (31,16 m)
- Sải cánh: 109 ft (33,2 m)
- Chiều cao: 28 ft 6 in (8,68 m)
- Diện tích cánh: 1.896 ft² (176,1 m²)
- Kết cấu dạng cánh: A.D.7
- Trọng lượng rỗng: 72.000 lb[2] (32.659 kg)
- Trọng lượng cất cánh tối đa: 115.000 lb (52.164 kg)
- Động cơ: 4 × Rolls-Royce Avon kiểu turbojet, 6.500 lbf (29 kN) mỗi chiếc
- Sức chứa nhiên liệu: 6.200 gallon

 Hiệu suất bay 
- Vận tốc cực đại: 564 mph (490 knot, 907 km/h) trên độ cao 15.000 ft (4.600 m)
- Vận tốc hành trình: 500 mph (435 knot, 805 km/h) trên độ cao 40.000 ft (12.200 m)
- Tầm bay: 3.860 mi (3.350 nm, 6.211 km)
- Trần bay: 45.000 ft (13.716 m)

Trang bị vũ khí

- Bom: tối đa 20.000 lb